# CMOS

CMOS-inverter

Complementary metal oxide semiconductor of CMOS is een halfgeleidertechniek die gebruikmaakt van metaaloxide-veldeffecttransistoren met zowel n- als p-typegeleiding. Door deze complementaire schakeling zijn circuits ofwel met de negatieve ofwel met de positieve voedingsspanning verbonden, terwijl de tegenoverliggende transistor niet geleidt, waardoor de schakeling vrijwel geen stroom verbruikt als er niet geschakeld wordt. CMOS werd in 1967 gepatenteerd door Frank Wanlass.
CMOS-schakelingen worden veel gebruikt als logische poorten in geïntegreerde schakelingen, ook wel IC's genaamd, onder meer vanwege het relatief lage energieverbruik van deze schakelingen ten opzichte van transistor-transistorlogica (TTL) wat voorheen de heersende standaard was.

## Toepassingen
CMOS-schakelingen worden in allerlei elektronische apparaten gebruikt. Een van de grote voordelen van CMOS is het zeer lage energieverbruik. CMOS is daardoor geschikt voor gebruik in combinatie met batterijvoeding.

### Computers
Een bekende toepassing is het kleine stukje geheugen in computers dat algemene instellingen van het BIOS vasthoudt. Bovendien bevat het CMOS een klok. Dit CMOS-RAM kan door zijn lage verbruik jarenlang door een kleine batterij gevoed worden als de computer niet is ingeschakeld.

### Fotografie
Mede vanwege het lage stroomgebruik wordt CMOS-technologie gebruikt voor beeldsensoren. Hierin is het de grootste concurrent van de CCD. Veel van de bewerkingen die bij een CCD achteraf nodig zijn, kunnen in CMOS-chips op de chip zelf worden uitgevoerd, zoals versterking, ruisreductie en interpolatie. Waar bij een CCD de lading aan het eind van de hele reeks pixels omgezet wordt naar een spanning, gebeurt dit bij CMOS op elke pixel apart. Vanwege het lagere stroomverbruik en de goedkopere productie wordt er ondertussen in vrijwel alle camerasensoren van consumentenapparatuur gebruik gemaakt van CMOS.